# Charltona laminata
Charltona laminata là một loài bướm đêm trong họ Crambidae.